# James Gambier
James Gambier, 1. baron Gambier (13. října 1756, New Providence, Bahamy – 19. dubna 1833, Iver House, Buckinghamshire, Anglie) byl britský admirál, na přelomu 18. a 19. století vynikl ve válkách proti revoluční Francii a později v napoleonských válkách. Několikrát byl členem britské vlády jako lord admirality, v roce 1805 byl povýšen na admirála. Nejvíce proslul bombardováním Kodaně v bitvě o Kodaň v roce 1807, téhož roku získal titul barona a vstoupil do Sněmovny lordů. Po napoleonských válkách žil v soukromí, v roce 1830 dosáhl hodnosti velkoadmirála.

## Životopis

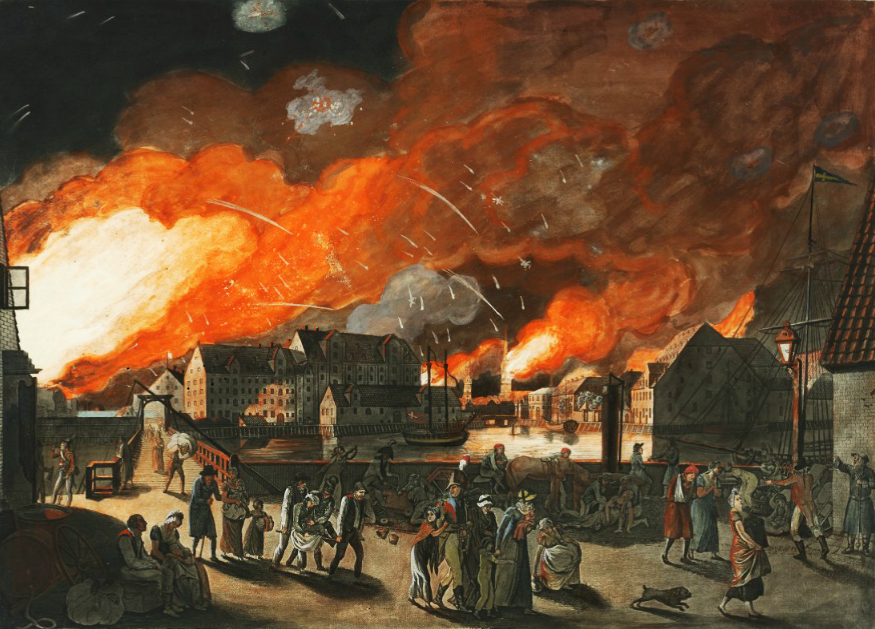
Bombardování Kodaně (Christoffer Wilhelm Eckersberg, 1807)

Narodil se na Bahamách, kde jeho otec John Gambier působil jako zástupce guvernéra. Byl vychován v Anglii u své tety Margaret, provdané za admirála Charlese Middletona. Již v deseti letech vstoupil do služeb Royal Navy a pod velením svého strýce viceadmirála Jamese Gambiera (1723–1795) sloužil postupně na několika lodích. Zúčastnil se války proti USA, během níž dosáhl hodnosti kapitána, krátce byl ve francouzském zajetí a v roce 1780 se zúčastnil dobytí Charlestonu. Po skončení války v roce 1783 žil deset let v soukromí v Anglii. Znovu byl do aktivní služby povolán v roce 1793 a vyznamenal se ve válce proti Francii, se značnými ztrátami na své lodi HMS Defence bojoval v bitvě Slavného 1. června. Postupoval v hodnostech (kontradmirál 1795, viceadmirál 1799). V letech 1795–1801 byl členem vlády jako jeden z lordů admirality. Po pádu Pittovy vlády v roce 1801 odešel znovu do aktivní služby na moři a v letech 1801–1802 byl jedním z velitelů v Lamanšském průlivu. V letech 1802–1804 byl guvernérem a vrchním velitelem v kanadské provincii Newfoundland, kde udělováním vlastnických práv k půdě podpořil proces kolonizace a rozvoj zemědělství. Po návratu do Anglie se v druhé Pittově vládě stal znovu lordem admirality (1804–1806), v této době byl přímým podřízeným svého strýce lorda Barhama, který byl tehdy ministrem námořnictva. V Portlandově vládě byl v letech 1807–1808 byl druhým lordem admirality (jeho nadřízeným byl jako ministr námořnictva lord Mulgrave).

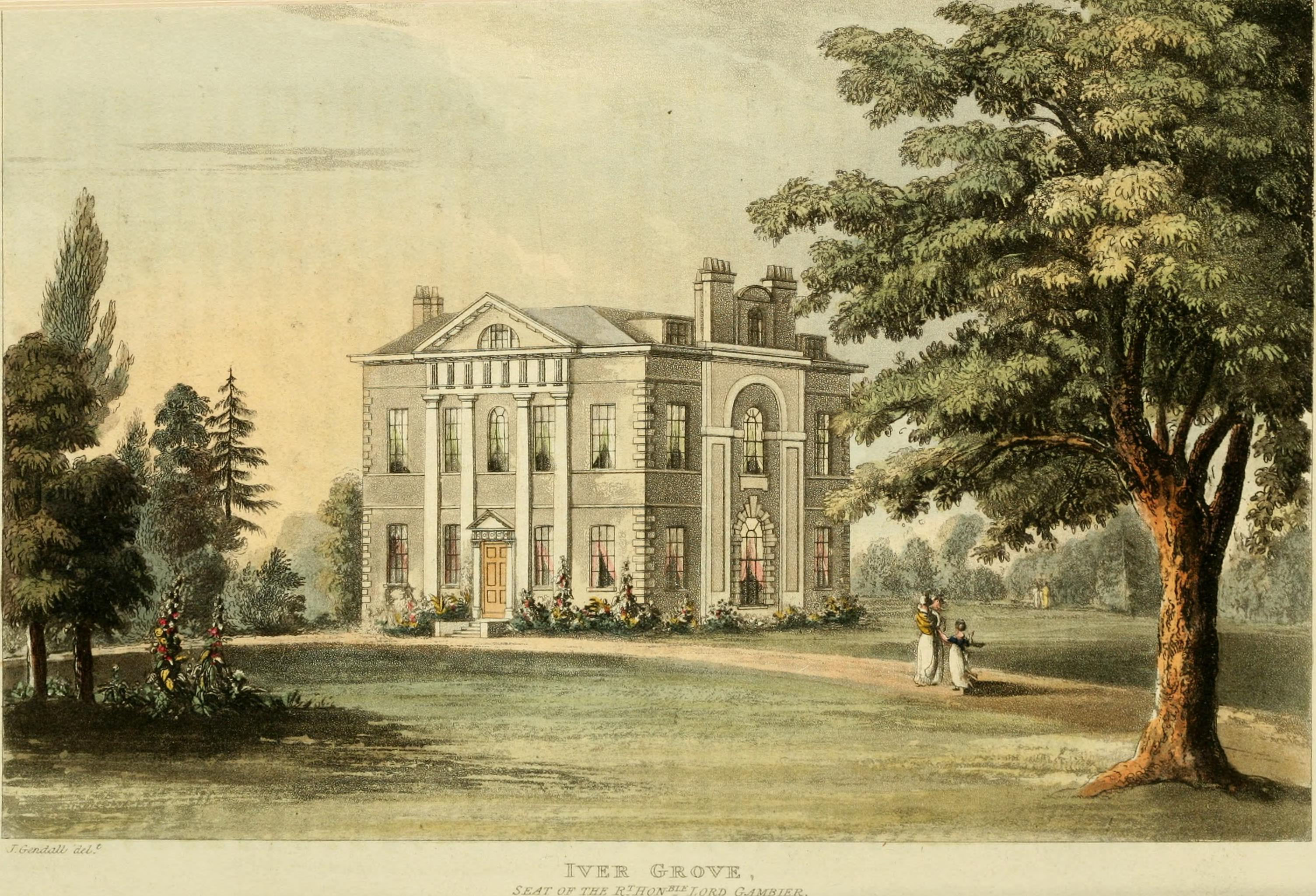
Zámek Iver House (Buckinghamshire), sídlo admirála Gambiera od roku 1802

Mezitím byl v roce 1805 povýšen na admirála a v roce 1807 velel tažení proti Dánsku ve spolupráci s vojenským kontingentem generála Cathcarta. Obléháním Kodaně dosáhl kapitulace Dánska, které předtím porušilo svou neutralitu a vstoupilo do války po boku napoleonské Francie. Bombardování Kodaně v září 1807 bylo již ve své době vnímáno jako kontroverzní akce a Gambier byl kritizován za útoky pro civilním částem města. Gambier nicméně obdržel poděkování parlamentu a v roce 1807 se s titulem barona stal členem Sněmovny lordů. V letech 1808–1814 byl vrchním velitelem britského loďstva v Lamanšském průlivu. V roce 1809 svou pasivitou způsobil uniknutí francouzské flotily z Brestu mimo britský dosah a na návrh svých podřízených byl předvolán před válečný soud. Soud jej však uznal nevinným a do konce napoleonských válek zůstal ve funkci vrchního velitele v kanálu La Manche. V roce 1814 byl předsedou komise pro uzavření míru s USA a na Štědrý den v roce 1814 podepsal Gentský mír. V roce 1815 obdržel velkokříž Řádu lázně a v roce 1830 byl povýšen do hodnosti velkoadmirála.
Zemřel na venkovském sídle Iver House v hrabství Buckinghamshire, které koupil v roce 1802. Od roku 1788 byl ženatý s Louisou Matthew, ale neměl žádné potomstvo.
Po admirálu Gambierovi byly pojmenovány Gambierovy ostrovy v Tichomoří, jeho jméno nese také Gambierův ostrov v Kanadě, město Mount Gambier v jižní Austrálii a obec Gambier v Ohiu v USA.